# 1832 na ciência

## Eventos
- Friedrich Wöhler e Justus von Liebig descobrem e explicam os grupamentos funcionais e radicais em relação à química orgânica.[1]

## Nascimentos
| Data           | Nome                    | Profissão             | Nacionalidade                         | Observações                                      | Ref         |
| -------------- | ----------------------- | --------------------- | ------------------------------------- | ------------------------------------------------ | ----------- |
| 15 de janeiro  | Friedrich Schmidt       | geólogo               | Império Russo                         | m. 1908 Medalha Wollaston 1902                   | [ 2 ]       |
| 7 de outubro   | William Thomas Blanford | geólogo e naturalista | Reino Unido da Grã-Bretanha e Irlanda | m. 1905 Medalha Wollaston 1833 Medalha Real 1901 | [ 2 ] [ 3 ] |
| 24 de novembro | Henry Woodward          | geólogo               | Reino Unido da Grã-Bretanha e Irlanda | m. 1921 Medalha Wollaston 1906                   | [ 4 ] [ 2 ] |

## Mortes
| Data         | Nome                     | Profissão           | Nacionalidade         | Observações                 | Ref   |
| ------------ | ------------------------ | ------------------- | --------------------- | --------------------------- | ----- |
| 25 de junho  | Franz Josef von Gerstner | matemático e físico | Reino da Boémia       | n. 1756                     |       |
| 30 de julho  | Jean-Antoine Chaptal     | químico e estadista | Reino da França       | n. 1756                     |       |
| 31 de agosto | Everard Home             | médico              | Reino da Grã-Bretanha | n. 1756 Medalha Copley 1807 | [ 5 ] |

## Prémios
Medalha Copley
- Michael Faraday[5] e Siméon Denis Poisson[5]